# 潇湘诗歌

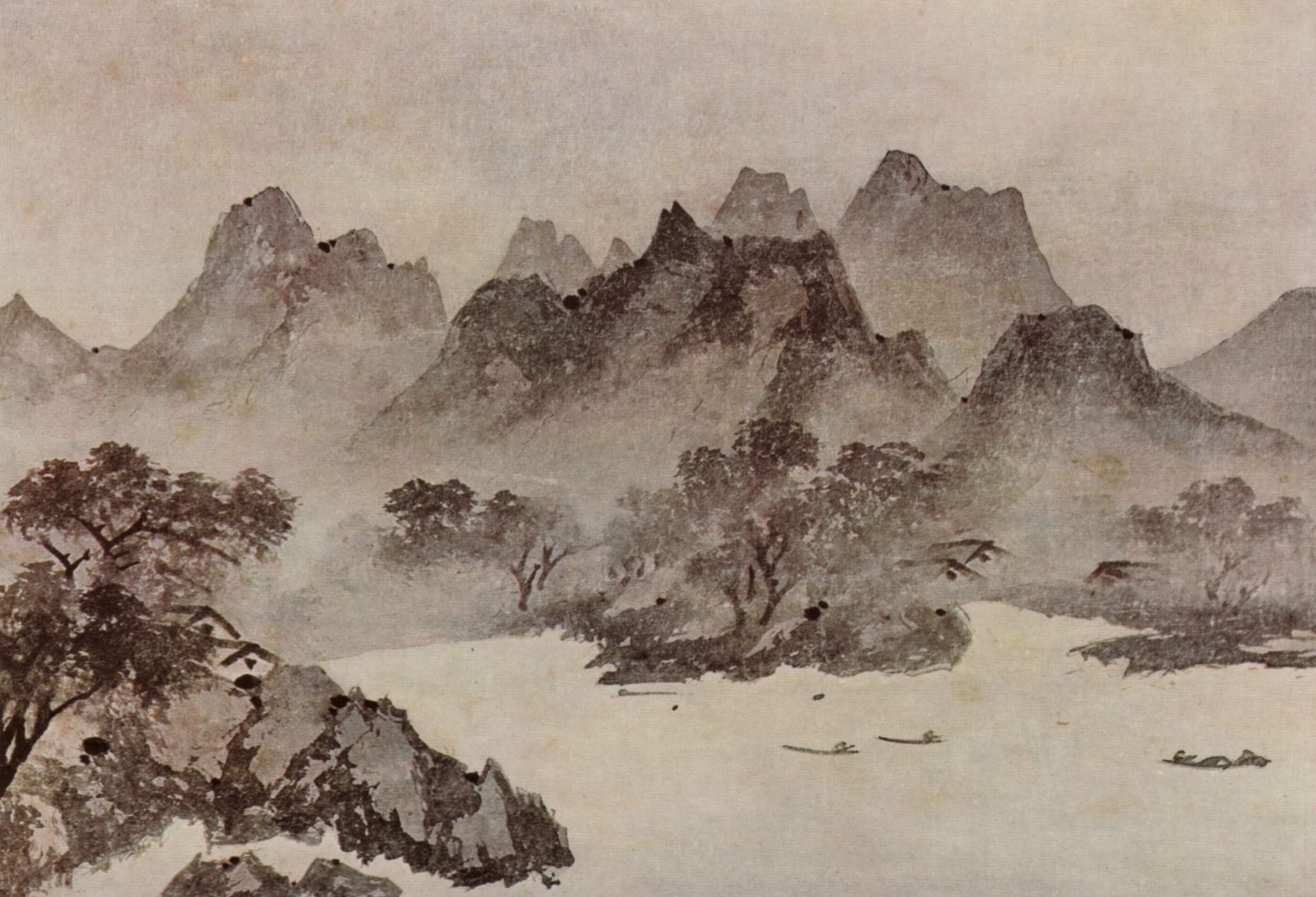
约1250年的潇湘画作。作者牧谿。

潇湘诗歌是一种旧体诗流派，历经一千多年。它是一种关于风景奇观、因政见和信仰被放逐的官员、不满归顺政府控制的诗。在地理上，潇湘诗歌与洞庭湖周边和南部相关。潇湘诗歌的文学体裁往往与主题相似的中国书法和中国画相关联。此诗歌的著名诗人包括屈原、宋玉、贾谊、王逸、庾信、沈佺期、张说、李白、杜甫、韩愈、柳宗元及苏轼。

## 名称
潇湘作为一种名字出现在较古老的书中。各种格律的诗都被认为是潇湘诗歌。

## 潇湘地区
潇湘诗歌象征性地围绕着一个特定的地理区域——潇湘，大约即现代湖南省。潇湘指长江中流以南的中南地区的“湖泊和河流”，大约即湖南地区：与其说它是一个精确的地理实体，不如说是一个概念：
潇湘诗歌不仅仅是关于一个地方，它也关于微妙地表达不满。
从公元前3世纪或更早，潇湘地区就是大量中国朝代放逐诗人官员的典型地区。尽管作为进一步的惩罚，他们不被允许表达关于此事的感受，但很多放逐者认为自己被放逐是不公正的，他们是因为恪守良心才遭到不公正的惩罚。被惩罚的感觉是各种因素的混合：一般放逐者可以继续做政府官员，但待遇和工资降低；地理上的距离和地形使得在潇湘地区和中原地区之间来往变得危险而漫长；被放逐到潇湘地区者被拒绝直接接触京城的复杂都市社会，且被迫适应该地区不同的风俗习惯、方言或语言，且大多不能与同僚直接联系；气候比他们已习惯了的地方更热和潮湿，对相关疾病的恐惧使得很多被放逐到潇湘地区者抱怨生命和健康遭受的巨大危险，一些已知的放逐者到后不久就染病且几乎得不到治疗就去世了。在潇湘诗歌里，对该地区的抱怨通常通过伴随对罪责获赦或获缓刑、尤其是被召回家的希望，寻求一种平衡的张力。

## 神话
甚至在有历史记载前，潇湘地区就是包括萨满教的宗教传统和神话的丰富文化传统的一部分。对这一传统的提及是潇湘诗歌的一部分。这些提及关于舜（又称重华）和湘君。而屈原虽然通常在一定程度上被认为历史人物，其他引用却经常包含围绕他的神话。

## 历史
潇湘诗歌传统开始于中国初次被统一为帝国前的楚国人屈原。它经过汉朝、唐朝发展为唐诗，进入宋朝后发展为宋诗。以杜甫、苏轼等诗人为代表，潇湘诗风继续成为中国诗歌的灵感源泉和文化贡献。

### 屈原和《楚辞》
潇湘诗歌传统开始于与公元前数世纪屈原被放逐相关的楚辞传统，在汉朝在汉朝诗环境下继续发展，汉朝时《楚辞》被基本汇编为现在的形式。
虽然很多早期诗人佚名，仍有另一个与之相关的名字——宋玉，他与屈原类似，是楚国本地人，传统上也被认为虽然有大才和忠诚却被冤枉地逐出朝廷。

### 汉朝
除了汉朝的作者、编者如促成编辑《楚辞》的王逸外，另一位重要的汉朝潇湘诗人是被汉文帝放逐到长沙任长沙王太傅的贾谊。放逐途中渡过湘江时，贾谊作《吊屈原赋》。就职3年后，一次日落时，有象征不祥的鵩鸟飞入房屋，贾谊认为这是自己将死的恶兆，作了另一名篇《鵩鸟赋》。然而在创作了这些潇湘诗歌后，贾谊活了下来并被召回朝廷。

### 六朝
六朝年间，庾信以潇湘诗风为六朝诗做出了贡献。庾信出身南朝梁贵族，梁朝战败后，他被西魏扣留。他的《哀江南赋》在此方面众所周知。

### 唐朝
唐朝包括穿插其中的武则天的周朝年间，潇湘诗风进一步发展，作者有沈佺期、张说、李白、杜甫、韩愈和柳宗元。

### 宋朝
苏轼、黄庭坚和其他宋朝诗人以潇湘诗风作诗。

## 影响

### 潇湘八景

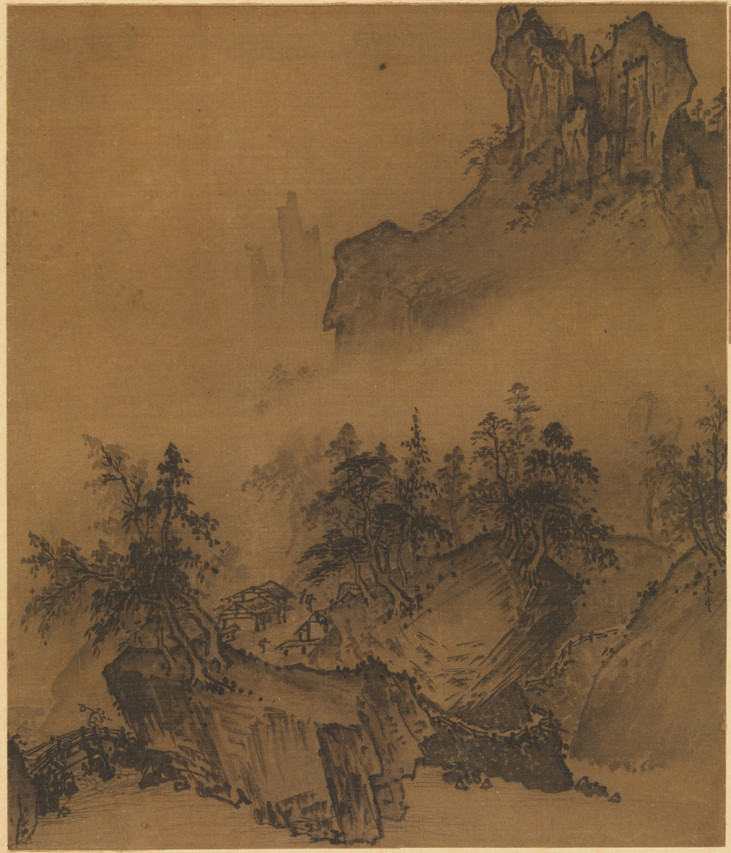
夏圭（宋朝）-《山市晴嵐》，八景之一

在潇湘八景系列艺术流派的发展中，潇湘诗歌与中国画彼此之间有卓有成效且互动的影响。
标准列表是：
- 平沙雁落
- 遠浦帆歸
- 山市晴嵐
- 江天暮雪
- 洞庭秋月
- 瀟湘夜雨
- 煙寺晚鍾
- 漁村夕照[6]